# ماتيوس شينر

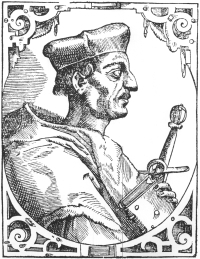
بورتريه رسمه توبياس شتيمر (ت ١٥٨٤)

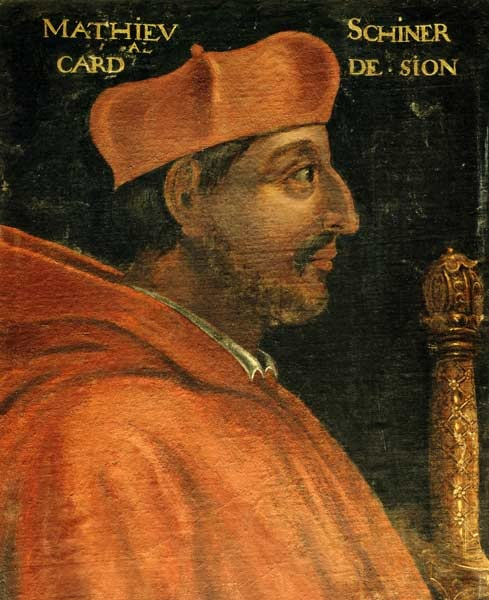
لوحة للكردينال شينر (القرن السادس عشر).

ماتيوس شينر Matthäus Schiner (ولد حوالي 1465 - 1 أكتوبر 1522) كان أسقف سيون، وكاردينال ودبلوماسي سويسري. كما كان قائدا عسكريا في عدة معارك بشمال إيطاليا ضمن الحروب الإيطالية.

## حياته
وُلِد في موليباخ (فيما يُعرف الآن بكانتون فاليه السويسري)، وهو ابن مزارع ونجار. تلقي تعليمه الأساسي على يد عمه نيكولاس شينر الذي أصبح فيما بعد أسقفا لمدينة سيون.
انخرط في الكهنوت الكنسي، وعمل كان لأبرشية أرنن في عام 1496، وشماسا لكاتدرائية سيون. وأصبح أسقفا لسيون بعد وفاة عمه في عام 1499.
تميز بالمهارة الدبلوماسية وكان له تأثير على الكونفدرالية السويسرية، مما جعله يصعد ليكون اليد اليمنى للبابا يوليوس الثاني والبابا ليو العاشر في جهودهم لتوحيد إيطاليا وطرد الفرنسيين.
في عام 1511، ونتيجة لتحالف أنشأه شينر، قام السويسريون بحملتين فاشلتين ضد ميلان. وكمكافأة لدعمه لهذا التحالف، أصبح أسقف نوفارا وكذلك كاردينالا في عام 1511. وفي عام 1512، أصبح المندوب البابوي لإيطاليا وألمانيا؛ وعين قائدًا للجيش السويسري والفينيسي، وقام بطرد الفرنسيين من ميلانو وساعد في تنصيبماكسيميليان سفورزا دوقًا.
وعندما استولى الفرنسيون بقيادة لويس الثاني عشر على ميلانو مرة أخرى بعد وفاة يوليوس الثاني، تولى شينر مرة أخرى رئاسة الاتحاد السويسري وهزم الفرنسيين في معركة نوفارا (1513). وكافأه دوق ميلان بلقب مارغراغ فيجيانو.
وعندما أعاد الفرنسيون عبور جبال الألب تحت قيادة فرانسوا الأول، قاد شينر القوات السويسرية في معركة مارينيانو (1515) ومني بالهزيمة. وفي عام 1516، أنشأ جيشًا آخر بمساعدة إنجلترا، لكنه لم يتمكن من استعادة ميلانو. وسعى إلى عقد تحالف بين البابا وإنجلترا وإسبانيا، وذهب لهذا الهدف إلى لندن في عام 1516، لكن التوافق بين الاتحاد السويسري والإمبراطور مع فرنسا جعل التحالف فاشلًا.
خلال غيابه الطويل عن الوطن، أثار الحزب الفرنسي هناك، تحت قيادة عدوه اللدود جورج سوبيرساكس، تمردًا وطردوه من سيون.
عاش لعدة سنوات في زيورخ (1517-1519)، ومن ذلك الحين فصاعدًا عاش في بلاط الإمبراطور. وأيد انتخاب الإمبراطور تشارلز الخامس في عام 1519، وكوفئ على ذلك بأن أصبح أسقفًا لكاتانيا في صقلية (نوفمبر 1520).
في عام 1521 قاد جيشًا من الكونفدراليات السويسرية في الحملة الإمبراطورية ضد فرانسوا الأول للسيطرة على ميلانو. لكن بسبب كراهيته الشديدة لفرنسا، كان سيُنتخب بابا للكنيسة الكاثوليكية ليكون خليفة للبابا ليو العاشر، لكن لم يحدث ذلك ودعاه البابا أدريان السادس إلى روما ليكون مسؤولا عن ممتلكات الكنيسة. ومات هناك من الطاعون دون أن يرى أبرشيته مرة أخرى.

## روابط خارجية
- سلفادور ميراندا، كاردينالات الكنيسة الرومانية المقدسة، قاموس السيرة الذاتية